# Arquebisbat de Milà

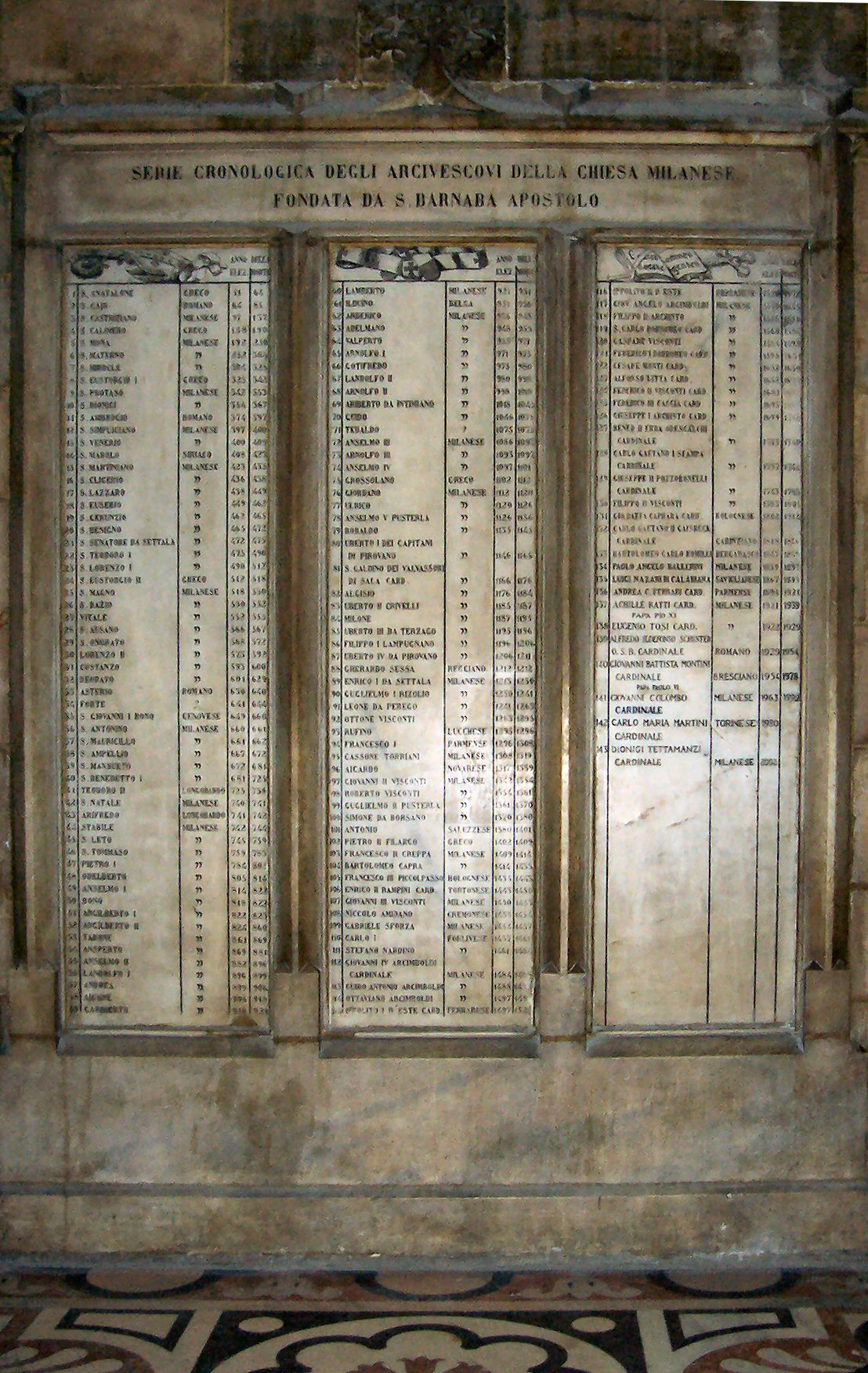
Sèrie cronològica dels arquebisbes de l'Església milanesa a l'interior del Duomo de Milà

L'Arquebisbat de Milà (arcidiocesi di Milano en italià;  Archidioecesis Mediolanensis  en llatí) és una seu metropolitana de l'Església Catòlica a Itàlia, que abasta, entre d'altres, les ciutats de Milà, Monza, Lecco i Varese. Durant molt de temps ha mantingut el seu propi ritu litúrgic, el ritu ambrosià, que encara es fa servir en la majoria de l'arquebisbat. Entre els que han ocupat la seu arquebisbal hi ha sant Ambròs (374-397), sant Carles Borromeo (1560-1584), ambdós patrons de la diòcesi, i el Papa Pau VI (1954–1963), que abandonà la diòcesi en ser nomenat pontífex romà. El seu arquebisbe titular és el cardenal Angelo Scola.
L'arquebisbat de Milà és la seu metropolitana de la província eclesiàstica de Milà, que inclou les diòcesis sufragànies de Bèrgam, Brescia, Como, Crema, Cremona, Lodi, Màntua, Pavia i Vigevano.
El 2009 tenia 4.886.406 batejats d'un total de 5.296.393 habitants. La diòcesi de Milà és la més gran del món.

## Territori
L'arquebisbat se situa a la regió de la Llombardia, i comprèn les províncies de Milà i de Monza i Brianza, la major part de les províncies de Varese i de Lecco, algunes comunitats de les províncies de Como i de Pavia i el deganat de Treviglio, a la província de Bèrgam.
La seu arquebisbal és a la ciutat de Milà, on es troba la catedral de la Santa Maria Nascente, el famós Duomo de Milà.
La província eclesiàstica de Milà comprèn les següents diòcesis sufragànies:
- Bisbat de Bèrgam
- Bisbat de Brescia
- Bisbat de Como
- Bisbat de Crema
- Bisbat de Cremona
- Bisbat de Lodi
- Bisbat de Màntua
- Bisbat de Pavia
- Bisbat de Vigevano,

està format per 1.107 parròquies, amb un nombre d'habitants superior a 5 milions d'habitants, sent una de les majors diòcesis del món.
Les parròquies estan agrupades en 73 deganats, agrupats en 7 zones pastorals.
Donada la seva importància a tota la Itàlia septentrional com a pol de trobada per a la cristiandat, l'arquebisbat de Milà ha tingut diversos canvis entre les seves diòcesis sufragànies:
- Acqui (segle iv - 1515, a l'arquebisbat de Torí)
- Alba (segle iv - 1515, a l'arquebisbat de Torí)
- Albenga (451 - 1159, a l'arquebisbat de Gènova)
- Alessandria (1175 - 1817, a l'arquebisbat de Vercelli)
- Aosta (segle iii - 794, a l'arquebisbat de Tarantasia)
- Asti (segle iii - 1515, all'arquebisbat de Torí)
- Bèrgam (del segle iv)
- Bolonya (segle iii - segle v, a l'arquebisbat de Ravenna)
- Brescia (al segle i)
- Casale Monferrato (1474 - 1817, a l'arquebisbat de Vercelli)
- Como (386 - 608, al patriarcat d'Aquileia; 1528 - 1751, a l'arquebisbat de Gorizia; el 1807)
- Crema (1579 - 1852, a l'arquebisbat de Bologna; dal 1835)
- Cremona (al segle iv)
- Coira (segle iv - 843, a l'arquebisbat de Magúncia)
- Faenza (segle iv - segle v, a l'arquebisbat de Ravenna)
- Ferrara (segle iv - segle v, a l'arquebisbat de Ravenna)
- Gènova (segle iii - 1133, esdevingué arxicidiòcesi metropolitana)
- Imola (segle iv - segle v, a l'arquebisbat de Ravenna)
- Ivrea (segle v - 1515, a l'arquebisbat de Torí)
- Lodi (dal segle iv)
- Màntua (804-1452, al patriarcat d'Aquileia; 1803-1820, al bisbat de Ferrara, des del 1820)
- Modena (segle iii - segle v, a l'arquebisbat de Ravenna)
- Mondovì (1388 - 1515, a l'arquebisbat de Torí)
- Novara (398 - 1817, a l'arquebisbat de Vercelli)
- Parma (segle iv - segle v, a l'arquebisbat de Ravenna)
- Pavia (al Patriarcat d'Aquileia fins al 1803)
- Reggio Emilia (segle i - segle v, a l'arquebisbat de Ravenna)
- Savona (segle ix - 1806, a l'arquebisbat de Gènova)
- Torí (segle iv - 1471, esdevingué diòcesi exenta i el 1515 va ser elevada a arxidiòcesi metropolitana)
- Tortona (segle ii - 1817, a l'arquebisbat de Gènova)
- Ventimiglia (segle vii - 1797, a l'arquebisbat de Gènova)
- Vercelli (segle iii - 1817, esdevingué arxidiòcesi metropolitana)
- Vigevano (el 1530)

## Govern actual de l'arquebisbat

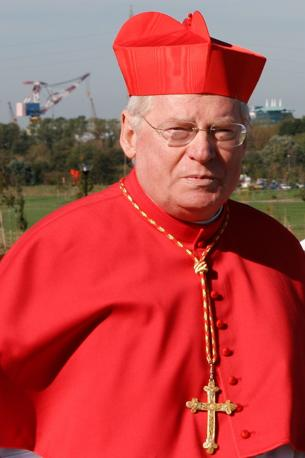
El cardenal Angelo Scola

Des del 28 de juny de 2011, el cardenal Angelo Scola és l'arquebisbe de Milà i té el títol dels Sants XII Apòstols. Anteriorment havia estat Cardenal-Patriarca de Venècia. El cardenal Scola va succeir el cardenal Dionigi Tettamanzi, que es retirà.

### Bisbes auxiliars
- Mario Delpini, bisbe auxiliar i vicari general
- Erminio De Scalzi, bisbe auxiliar
- Luigi Stucchi, bisbe auxiliar
- Angelo Mascheroni, bisbe auxiliar
- Marco Ferrari, bisbe auxiliar

### Seminaris
El seminari major de l'arquebisbat és a Venegono Inferiore; mentre que el seminari menor és a Seveso.

## El ritu ambrosià
Un dels elements més característics de l'arquebisbat de Milà és el ritu ambrosià, adoptat en gairebé tota la diòcesi (amb les excepcions del deganats de Monza, Treviglio i part de Trezzo sull'Adda, les parròquies de Civate i Varenna de la zona pastoral de Lecco i a les esglésies parroquials regides per religiosos, a les quals s'adopta el ritu romà). Això implica, entre altres particularitats, l'adopció d'un leccionari, d'un missal i d'un calendari litúrgic diferents del del ritu romà.

## Història

### Els orígens
Alguns catàlegs romans d'Orient sobre els Deixebles del Senyor (escrits entre els segles vii i viii) afirmen que Bernabé apòstol, després d'arribar a Roma amb Sant Pere, fundà l'Església a Milà; el mateix episodi es troba present a les obres de Pau el Diaca i a nombrosos textos milanesos (a partir del segle ix), que l'associen a la figura de sant Anataló com a ajudant de Bernabé. La majoria dels historiadors creuen que els testimonis romans d'Orient no són fiables i que la tradició transmesa a Milà s'obtingué dilatant la durada dels primers episcopats; així, acceptant la veracitat dels noms dels primers bisbes transmesa mitjançant la tradició (a partir d'Anataló) i fins a Merocles (de qui se sap que assistí al concili del Laterà al 313), suggereixen que la diòcesi s'establí a inicis del segle iii. En qualsevol cas, la presència cristiana a Milà està arqueològicament provada des de l'època apostòlica. Durant les persecucions dels segles iii i iv, diversos cristians que patiren martiri són venerats a Milà, entre ells Gervasi i Protasi (primera persecució de Dioclecià), Víctor de Mauretània, Nabor, Fèlix, Nazari i Cels.

### Ambròs

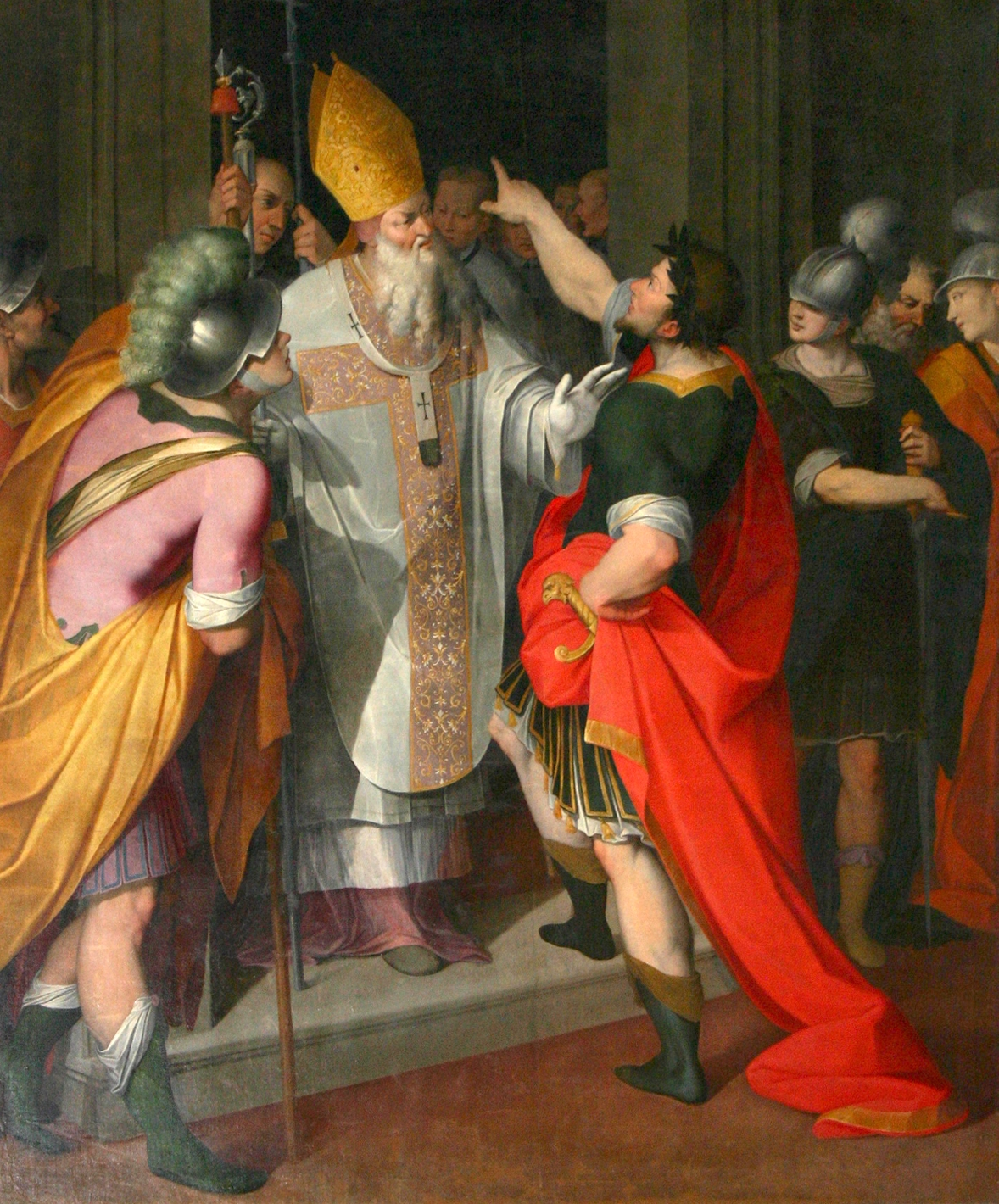
Sant Ambròs impedeix a l'emperador Teodosi I d'entrar a la catedral després de la massacre de Tessalònica (390)

A partir del segle iv, després de l'ascens de Constantí com a emperador romà, les notícies i les datacions són més precises. Històricament l'església milanesa hauria estat en plena comunió amb el papat. Entre els seus bisbes s'hauria de destacar a Eustorgi i Dionís, que fermament s'oposaren a l'apostasia imposada per l'emperador Constantí II. Dionís va haver-se d'exiliar a Capadòcia (355), mentre que els romans posaren a Ausenci al tron episcopal de Milà. A la mort d'Ausenci, Aureli Ambròs va ser elegit bisbe per la gent de Milà al 374.
Malgrat que el primer a ser anomenat "arquebisbe" va ser Teodor II, no va ser fins a l'episcopat d'Aureli Ambròs que això va tenir lloc, quan aquest s'encarregà de restaurar fortament de restablir el predomini de la doctrina romana sobre l'arriana i en un moment en què adquireix un gran pes polític, en correspondència de la presència a Milà de la cort imperial i aprofitant la posició de la relativa feblesa dels emperadors d'aquells moments, Flavi Gracià i Valentinià II. Malgrat la substancial acceptació de l'imperi per part d'Ambròs, amb Teodosi I els contrastos van ser més visibles, però finalment es recompongueren. La història del bisbat de Milà quedaria profundament lligada a la figura d'Ambròs, bisbe de la ciutat entre el 374 i el 397.
Ja al setembre del 600, el Papa Gregori Magne parlà del bisbe electe de Milà, Deodat de Milà, no tant com a successor, sinó més aviat com a "vicari de Sant Ambròs". Al 881, el Papa Joan VIII es referí per primer cop a la diòcesi "ambrosiana", terme que encara avui identifica la diòcesi.
El llegat d'Ambròs es resumeix principalment en la seva activitat pastoral: la predicació de la Paraula de Déu, conjuntament amb la doctrina de l'Església catòlica, l'atenció dels problemes de justícia social, l'acollida cap a les persones nouvingudes, la denúncia dels errors a la vida civil i política.

### La caiguda de l'imperi i l'exili genovès
Després d'Ambrós, al període final entre l'antiguitat tardana i fins al regne dels gots de Teodoric el Gran (entre el segle iv i la primera meitat del VI), amb el trasllat de la cort imperial de Milà a Ravenna primer, i, amb la caiguda de l'Imperi després, l'arquebisbe assumí un rol civil "suplent" a les institucions imperials en decadència, arribant a assumir l'administració de justícia.
Durant el període de la guerra gòtica, el bisbe Daci (530-532) va viure pràcticament sempre a l'exili de Constantinoble.
La situació canvià radicalment amb l'arribada dels longobards a Itàlia, menys tolerants que els gots (tot i que arrians com ells) respectaren les institucions existents als seus dominis. Amb la mort d'Alboí i l'ocupació del 568, l'arquebisbe del moment, Onorat Castiglioni, abandonà Milà traslladant-se amb tot el seu seguici a Gènova, on la cúria diocesana va estar-se durant 80 anys, de manera que el govern de la diòcesi s'afeblí i favorí indirectament l'èxit a Milà del cisma dels Tres Capítols, que garantí l'autonomia de l'església milanesa durant 38 anys, car els longobars eren enemics dels romans d'Orient. Amb la conquesta de la Ligúria per part de Rotari, el llavors arquebisbe Forte fugí a Roma deixant el càrrec a Giovanni Bono, qui al 649 retornà la seu a Milà.

### El període carolingi
La segona meitat del segle vii va veure el retorn del paper de l'arquebisbe a l'àmbit purament espiritual, la qual cosa va permetre una coexistència pacífica amb les autoritats civils longobardes. Amb l'arribada a Itàlia de Carlemany i la consegüent derrota dels longobards per part dels francs, i la situació patí un nou canvi. Com que la política carolingia tenia grans connotacions religioses, la nova vlasse dirigent preferí donar cabuda a la designació de figures lleials, el primer dels quals va ser Pietro I Oldrati. Hi continuaren una sèrie d'arquebisbes cada cop més dins de l'esfera política fins a arribar a participar en la lluita de la successió pel Regne d'Itàlia després de Lluís I el Pietós i Berenguer I d'Itàlia, on Anselm I es posà del costat d'aquest darrer.
Aquest episodi portà a la facció guanyadora (la de Lluís) a afavorir l'elecció dels arquebisbes successors d'orígens francs: Angilbert I i Angilbert II. Aquest darrer, en particular, assumí un paper polític preeminent que el portà a fer d'intermediari al conflicte que sorgí entre Lotari (alhora rei d'Itàlia) i l'emperador Lluís II. L'èxit d'aquesta mediació significà que Angilbert adquirí un gran prestigi polític, a més de nombroses donacions feudals a la zona d'influència de Pavia i del cantó de Ticino.
Angilbert va ser una figura preeminent durant l'imperi de Lluís II i deixà als successors una situació de gran prestigi. Va ser Ansperto Confalonieri, que també era home de confiança de Lluís II, qui consolidà el poder polític de l'arquebisbat.
Anspert entrà al fons en la qüestió de la successió de l'emperador que, en no tenir fills, s'havia nomenat al seu oncle Lluís o un dels fills d'aquest darrer. Al contrair que el papa Joan VIII, qui recolzava la candidatura de Carles II el Calb, que pertanyia a la branca francesa de la família. Anspert, l'opinió del qual resultà determinant amb el Papa i Carles va ser coronat. És evident que el suport d'Anspert va ser recompensat amb noves donacions imperials que, tant en termes de riquesa com de força militar, van portar Milà a la preeminència al nord d'Itàlia.

### Delsegleixa l'època dels Comuns
La influència política de l'arquebisbat es va mantenir ferma fins i tot després que la dinastia carolíngia abandonés Milà. L'arquebisbe Valpert de Medici rebé de l'emperador Otó I del Sacre Imperi Romano-Germànic diverses donacions de castells a la regió de la Llombardia, però els seus successors intentaren limitar els poders dels bisbes operant per afavorir l'elecció de figures més properes a ells. Aquesta estratègia culminà amb l'elecció de Landolf II, el qual es va veure obligat pels ciutadans a abandonar la ciutat. En aquest període començà a prendre forma la lluita entre l'autoritat religiosa, representada per la cúria, i l'autoritat vicil, representada per les famílies comunals fidels a l'emperador, per assolir la supremacia del govern de la ciutat, un canvi que assolirà el cim en la lluita de les Investidures.

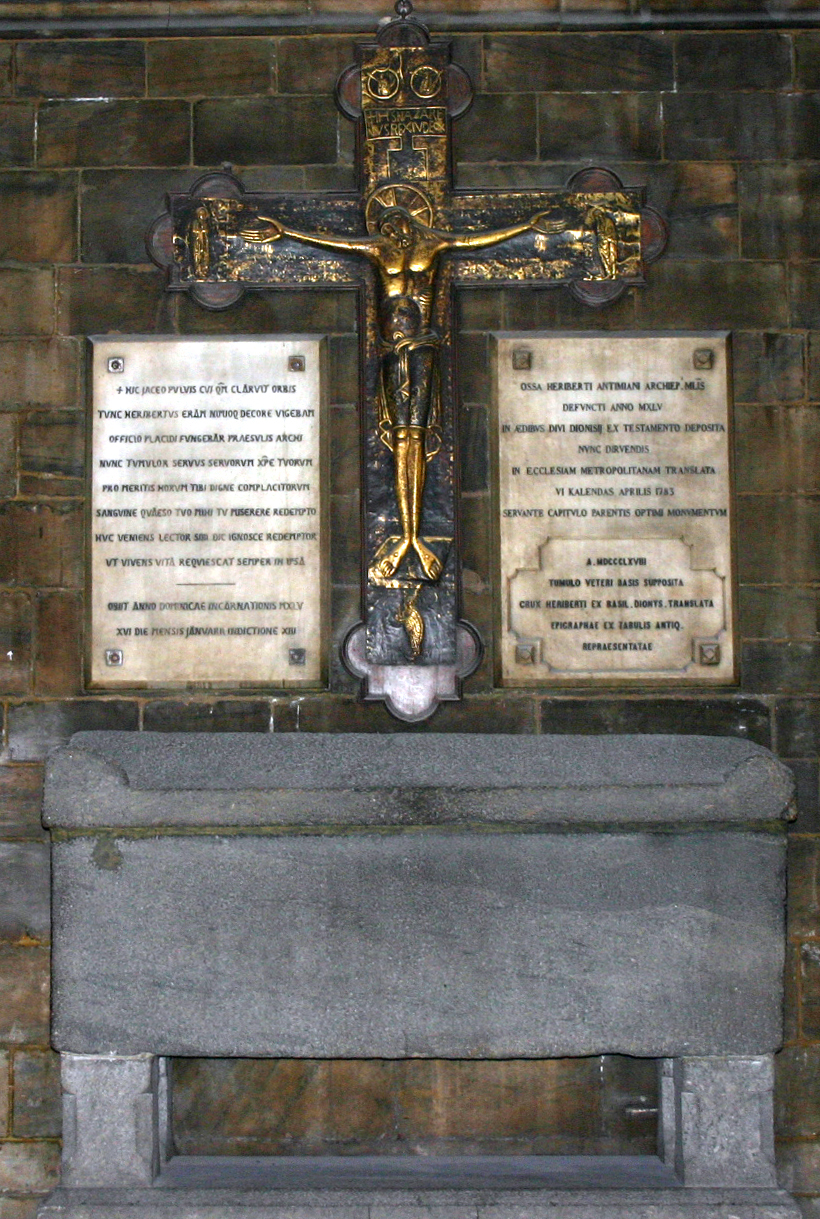
La tomba d'Eribert d'Intimiano al Duomo de Milà

Dues figures destacades d'aquest període van ser Arnulf II i Eribert d'Intimiano. El primer va estar molt a prop d'Otó III, fins al punt de donar ajut militar al seu fill, Enric II, en la seva lluita contra Arduí d'Ivrea, obtenint honors i recompenses; amb el segon, l'arquebisbat de Milà aconseguí tenir sota control (sempre amb el consens d'Enric II) gran part del territori delimitat pels rius Po, Adda i Ticino.
Malgrat tot, va ser precisament aquesta presència d'Aribert que va fer que les ciutats veïens i antagonistes, així com els senyors feudals de la ciutat, es revoltessin contra l'arquebisbe. Aquestes denúncies van ser recolzades per Conrad II que va veure l'oportunitat per poder redimensionar el pes d'Aribert. L'arquebisbe, malgrat tot, va poder fer que la ciutat s'unís davant l'amenaça de pèrdua d'autonomia de Milà respecte a l'Imperi; resistint-se al poder imperial fins a la mort de Conrad, i reconciliant-se amb el seu successor, Enric III. Davant del perill comú que havia unit els membres principals milanesos del segle xi, les famílies més poderoses van tornar a intentar lliurar-se del poder de l'arquebisbe per tal de governar la ciutat independentment mitjançant les institucions comunals.

### El període comunal
Durant el període posterior els arquebisbes milanesos van estar involucrats en la lluita per la investidura i en la revolta dels Pataristes. Van alternar-se les eleccions, no sempre considerades legítimes, sovint dictades per l'emperador o pels Pataristes (recolzats pel papa Gregori VII), com lan ser les de Guido de Velate, Goffredo de Castiglione o Attone. Aquestes figures van haver de fer front a les revoltes, a més de suportar l'excomunió, les acusacions de simonia i fins i tot han haver de fugir, com li succeí a Teldano.
Després d'aquest període convuls, l'església milanesa tornà a tenir un paper important en la política del nord d'Itàlia, arribant tenir l'avantatge de ser un lloc d'avançada del papat contra l'imperi. El primer arquebisbe que assumí aquest paper va ser Anselm de Rho. Però aquest no volia trencar de manera definitiva amb Enric IV, de qui acceptà la regalia, la qual cosa d'acord amb les lleis establertes per Gregori VII li hauria d'haver costat l'excomunió. La seva posició, però, s'alleugerí amb l'elecció d'Urbà II, que adoptà una política més pragmàtica i li aconsellà retirar-se temporalment a un convent llombard abans de reincorporar-se al seu càrrec.
Al segle xii, els successors d'Ansem, Arnolf III i Anselm IV de Bovisio, continuaren la política del seu predecessor, arribant a fer costat a Conrad de Lotaríngia, el seu fill rebel. Anselm IV va ser el principal promotor de la Croada de 1101, organitzada per Urbà II, a fi de reunir les tropes per anar a Terra Santa, però per no tornar mai més.
Les següents nomenaments van estar condicionats pel papa Pasqual II, enfrontat amb l'emperador Enric V, qui va fer elegir per primera vegada a Pere Grossolano, per fer-lo deposar posteriorment a favor de Jordà de Clivio. Aquests nomenaments van acabar, però tal com havia passat un segle abans, comportaren l'hostilitat de la societat milanesa contra Roma, que preferí no modificar la seva actitud vers la diòcesi més importat del nord d'Itàlia.
Tan aviat quedà lliure del control del papat, l'arquebisbe Anselm V Pusterla donà suport a la guerra entre Milà i Como (participant personalment a les accions militars), la qual cosa comportà un refredament de les relacions amb Roma, que culminà amb la coronació per part d'Anselm de Conrad com a Rei dels Romans, en oposició a Lotari, la nominació del qual com a emperador era la favorita pel papa. La situació encara esdevingué més confusa el 1130, quan la mort del papa Honori II portà a un cisma amb l'elecció d'Innocenci II i de l'antipapa Anaclet II. Aquest darrer cercà i aconseguí obtenir el suport d'Anselm, però amb l'afirmació final d'Innocenci, Anselm va ser excomunicat i deposat.
Després d'un nou període d'inestabilitat, amb l'elecció d'Obert de Pirovano, es reformà la unitat dels components de la societat milanesa. Obert, tot i que reivindicà davant el papat, va ser capaç de mantenir la tradicional relació de veïnat de l'arquebisbat amb l'imperi. La situació, però, estava destinat amb l'ascens al tron de Frederic Barbarroja. Aquests, de fet, decidiren reduir la influènca de Milà al nord d'Itàlia, acollint les protestes de les viles properes i es demostrà decididament hostil vers la metropoli. Continuant amb la disputa entre Alexandre III i Víctor IV (sostingut per Frederic), que lluitaren pel tron papal a la mort d'Adrià IV. Obert decidí donar suport a Alexandre davant Víctor, entrant en conflicte amb l'autoritat imperial. Es creà un conflicte obert entre Alexandre III i Milà per un costat, i per Frederic, Víctor IV i les ciutats antagonistes a Milà per l'altre. Aquest conflicte comportà el setge i la total destrucció de Milà per part de Barbarroja al març de 1162. Obert es refugià a Gènova i mai més no va poder tornar a Milà.
La destrucció de Milà esdevingué el símbol de la dominació imperial del nord d'Itàlia, i com a reacció s'organitzà l'oposició a Frederic, que es concretà a la Lliga Llombarda. Aquesta oposició rebé el suport d'Alexandre III i quan, després de la batalla de Legnano i d'altres derrotes, Frederic acceptà la Pau de Constança el 1183, pel qual Milà podia gaudir de nou de la seva autonomia (tot i que debia un reconeixement formal a l'emperador). L'arquebisbe de Milà es convertí en un punt de referència per a les relacions entre Milà i Frederic (i per tant, entre el papat i l'Imperi).
El successor d'Obert, Galdino de Sala (avui venerat com a sant), assumí aquesta important tasca, esdevenint el referent d'Alexandre III i una de les figures més influents del seu moment al nord d'Itàlia: de fet, s'encarregà de les aliances formades per la Lliga Lombarda i per la seva iniciativa es fundà la ciutat d'Alessandria (municipi del Piemont) en contrast al Marquesat de Montferrat, fidel a Frederic. La seva obra pastoral va ser tal que Galdí va ser nomenat co-patró de la ciutat, al costat d'Ambrós, per la seva obra com a "defensor civitatis" (defensor i reconstructor de Milà, a causa de la destrucció de la ciutat); i anomenat "pater pauperum" ("pare dels pobres"), a causa de les moltes obres de caritat i assistència dirigides específicament vers els pobres i pels que havien estat empresonats per causa de deutes.
Després del final del cisma amb l'afirmació definitiva d'Alexandre III, Milà signà el 1185 un tractat amb Frederic pel qual se li permetia estendre la seva pròpia influència cap al sud (Pavia i Cremona), comprometent-se sempre a donar suport a l'Imperi en la seva lluita per la recuperació dels seus béns perduts a Itàlia durant el cisma, i la possessió dels quals no havia estat definida pels tractats anteriors.

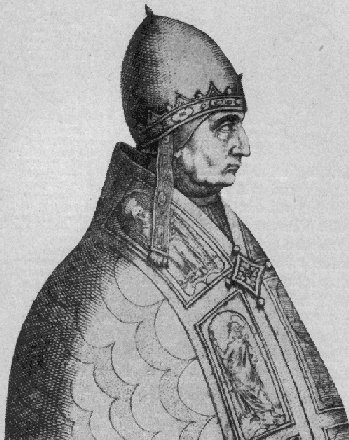
Uberto Crivelli, després Papa Urbà III

Milà es trobà de nou enmig de l'imperi i el papat. Per aquest motiu, el clergat milanès elegí com a arquebisbe el cardenal Uberto Crivelli, un ferm partidari del papat. La figura d'Ubert es revelà prou forta com per imposar-se a l'elecció per la successió al soli pontifici després de la mort del papa Luci III, regnant sota el nom d'Urbà III, però sense abandonar per això l'arquebisbat de Milà. La ciutat passà doncs així, després d'haver signat un tractat que la lligava a l'imperi, a ser una de les arxidiòcesis més compromeses en la lluita contra l'imperi. Això significava que els orgues municipals marquessin la seva separació vers la cúria. En resposta, Urbà III decidí recolzar a Cremona (a mig camí entre Milà i l'Imperi). Aquest enfrontament entre la Cúria i l'Ajuntament acabà només amb la mort d'Urbà, que va ser succeüt per Miló de Cardano, arquebisbe de Torí.
Miló, que formà part de la cúria milanesa durant l'època de la destrucció a mans de Barbarroja, es demostrà més diplomàtic que el seu predecessor aconseguint recompondre els desacords creats anteriorment amb la classe noble que dominava l'ajuntament. Encara que els seus successors, continuant en la mateixa línia, cada cop s'inclinaren més vers la classe dominant i entraren en conflicte amb el naixent Partit del Poble, perdent així autoritat al camp eclesiàstic. Només durant la segona meïtat del segle xiii, amb l'ascens d'Otó Visconti i la desfeta final del Partit del Poble, es reafirmà el poder de l'arxidiòcesi a Milà, encara que en una forma totalment diferent, lligada a l'inici del període de les Signorie.

### L'època dels Visconti

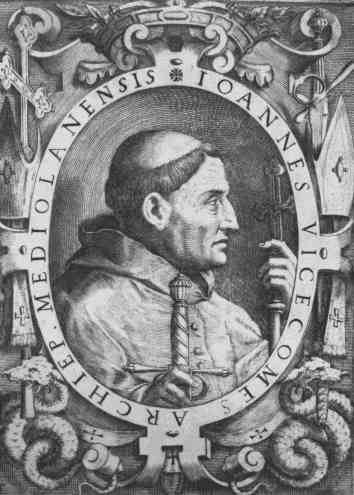
Giovanni Visconti

Després de la mort de Lleó de Perego el 1257, qui en va havia tractat de reconciliar els conflictes interns entre les faccions dels nobles i el poble (de manera que va haver de marxar a l'exili de Legano), la seva successió esdevingué complicada.
La figura política preeminent a Milà en aquells moments era Martí Torriani, Capitano del Popolo i successor de seu germà Pagano, el qual va ser el priment dels governants de Milà que donà a l'ajuntament la forma de Signoria. D'inspiració güelfa, nomenà però per mantenir un ampli consens dins de la ciutat al gibel·lí Oberto Pallavicino com a capità de la milícia, més proper a la facció aristocràtica. Aquest nomenament provocà una certa fricció amb Roma i acabà impedint que Raimon della Torre (net de Martino) fos nomenat arquebisbe, i al fet que el 1262 el papa Urbà IV nomenés a Otó Visconti com a arquebisbe.
La reacció dels Torriani es manifestà amb la confiscació dels béns de l'arquebisbat i en l'atac dels Pallavicino a nombrosos castells i possessions dels Visconti a la zona del llac Maggiore. D'aquesta manera, però, Otó esdevingué el punt de referència pels opositors als Della Torre i del Partit del Poble. La lluita es prolongà durant anys, més enllà de la mort tant d'Urbà V com la de Martino de la Torre i com la de Pallavicino.
El 1277 la batalla de Desio senyalà la victòria definitiva d'Otó, qui derrotà el partit del poble i empresonà el llavors senyor de Milà, Napoleó Torriani obtenint, de facto, tant l'arquebisbat com la senyoria. L'afimació d'Otó va tenir com a efecte l'apropament entre la cúria i les faccions nobles, tot i que mitjançant la Matricula nobilium familiarum es dictaminà que l'accés als principals càrrec eclesiàstics milanesos estaven reservats als membres de la noblesa local. El 1287 Otó nomenà el seu nebot Mateu com a capità del poble, instituint de facto el domini dels Visconti sobre Milà. Amb això liquidà la República de Milà i establí el poder de la Casa de Visconti, els quals governarien el Ducat de Milà entre 1277 i 1447.
La mort d'Otó coincidí amb un eventual retorn dels Della Torre, que podien comptar amb el suport de Raimon, llavors Patriarca d'Aquileia, però el control obtingut pels Visconti sobre Milà els permeté superar el moment, culminant amb l'expulsió de Milà feta per Mateu Visconti i de l'elecció de Cassone Torriani com a arquebisbe. Després d'uns anys l'arquebisbat tornà als Visconti amb l'ascens a la seu de Giovanni Visconti.

### Història moderna
La figura que marcà la història moderna de l'església de Milà va ser sant Carles Borromeu, arquebisbe de Milà entre 1564 i 1568, el qual va ser una de les principals figures durant la Contrareforma i va ser responsable de reformes significatives a l'Església Catòlica. Els seus esforços pastorals també van ser seguits pels seus successors, com Federico Borromeo (mort el 1631) i Giuseppe Pozzobonelli (mort el 1783).
Durant la segona meitat del segle xix les autoritats civils prohibiren a l'arquebisbe Ballerine d'exercir la seva autoritat pastoral; I la diocesi passa a ser governada per monseyor Carlo Caccia Dominioni (1859-1866), en la seva doble qualitat de vicari capitular davant de l'estat italià i de vicari general de monseyor Ballerini davant la Santa Seu.
Al segle xx, dos cardenals arquebisbes de Milà han estat elegits al papat: el 1922, el cardenal Ambrogio Damiano Ratti va ser elegit com a Pius XI; i el 1963 el cardenal Giovanni Battista Montini va ser elegit com a Pau VI. Entre 1979 i 2002 l'església milanesa va ser regida pel cardenal Carlo Maria Martini, S.J., que va ser un dels principals caps de l'esquerra catòlica.

## Bisbes i arquebisbes
La cronologia dels bisbes milanesos és incerta durant els primers segles; la tradició afirma que l'apòstol sant Bernabé fundà la diòcesi l'any 52. A la catedral de Milà hi ha una placa al sud de la nau on estan gravats els noms dels ocupants de la seu, tot i que hi ha alguns errors històrics. La relació següent segueix la tasca d'Eugenio Cazzani. Segons una tradició secular, que començà durant la baixa edat mitjana i que durà fins a un enfocament més crític amb les fonts històriques dels segles xix i XX, alguns dels arquebisbes del primer mil·lenni eren considerats membres de les principals famílies de Milà. Aquestes atribucions es pot trobar a les citacions individuals de cada arquebisbe.
Cinc arquebisbes milanesos han estat escollits Papa: Uberto Crivelli (1185-1187), Pietro Filargo (electe al Concili de Pisa, avui és considerat com un antipapa) (1402-1409), Giovanni Angelo Medici (1559-1560), Achille Ratti (1921-1922) i Giovanni Battista Montini (1954-1963).

### Època antiga
- St. Bernabé † (50 - 55)[11]
- St. Anataló (inici del segle iii)
- St. Gai † (segle iii)
- St. Castricià † (segle iii)
- St. Calimer (entre 270 - 280)
- St. Mona (283-313?)
- St. Mirocles (313-316?)
- St. Matern (316-328?)
- St. Protasi (328-343?)
- St. Eustorgi I (343-349?)
- St. Dionís (349-355)

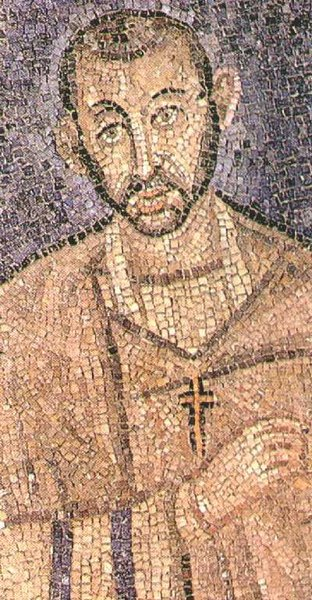
Mosaic representant Sant Ambròs a la basílica de Sant Ambròs a Milà

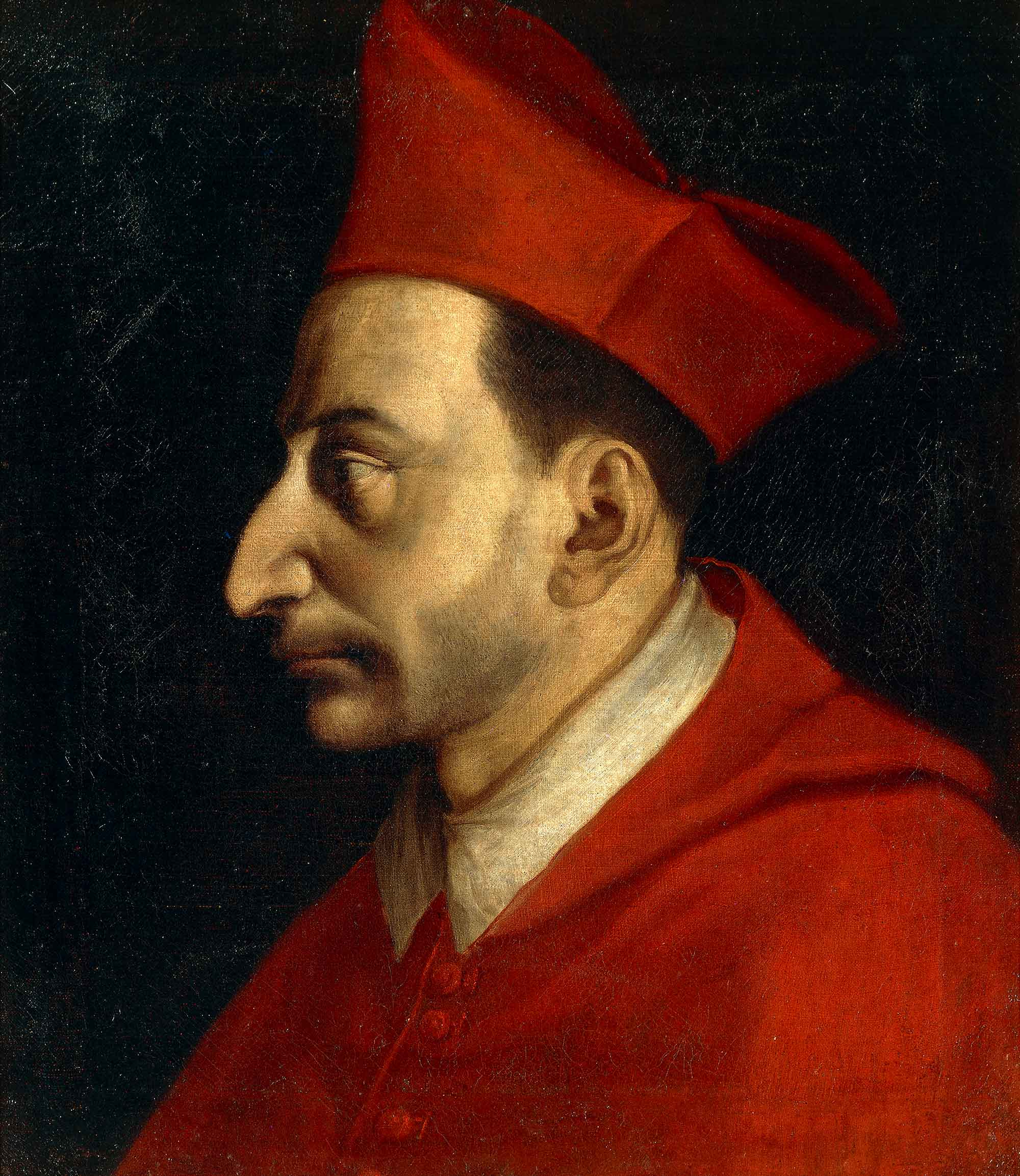
Sant Carles Borromeo

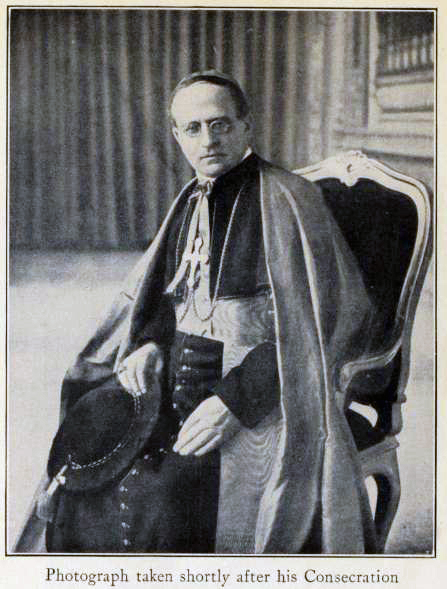
Ambrogio Damiano Ratti

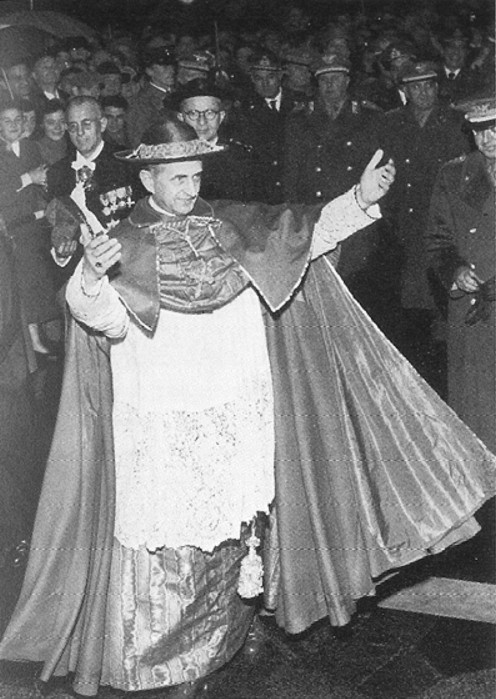
Giovanni Battista Montini

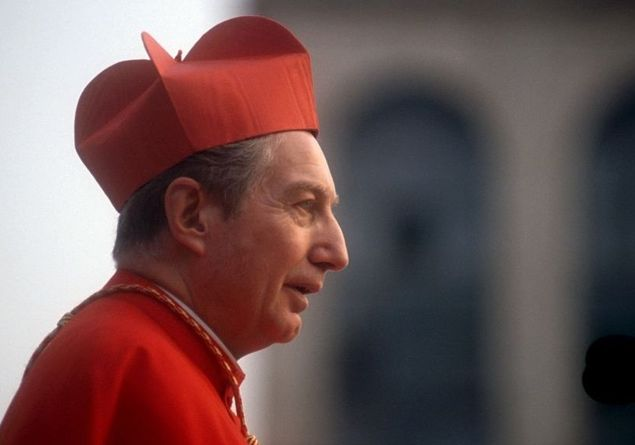
Carlo Maria Martini

  - Ausenci (355-374), arrià, considerat un intrús per l'Església Catòlica
- St. Ambròs (374-397)
- St. Simplici (397-400)
- St. Veneri (400-408)
- St. Marol (408-423)
- St. Martinià (423-435)
- St. Gliceri (436-438)
- St. Llatzer (438-449)
- St. Eusebi (449-462)
- St. Geronci (462-465)
- St. Benigne (465-472)
- St. Senator (472-475)
- St. Teodor I (475-490)
- St. Llorenç I (490-512)
- St. Eustorgis II (512-518)
- St. Magne (518-530?)
- St. Daci (530-552)
- Vital (552-556)
- St. Ausà (556-559?)
- St Honorat † (566 - 571)[12]

### Període genovès
- St. Honorat (560-571?)
- Frontone (571-573?)
- Llorenç II (573-592)
- Constantí (593-600)
- Deodat (601-628)
- Asteri (629-639)
- Forte (639-641)

### Edat mitjana
- St. Joan Bono (641-669)
- St. Antoni (669-671)
- St. Maurili (671)
- St. Ampeli (671-676)
- St. Mansuet (676-685)
- St. Benet (685-732)
- Teodor II (732-746)
- St. Natali (746-747)
- Arifred (747-748)
- Stabile (748-750)
- Leto (751-755)
- Tommaso (755-783)
- Peter (784-803)
- Odelperto (803-813)
- St. Anselm (813-818)
- St. Buono (818-822)
- Angilbert I (822-823)
- Angilberto II Pusterla (824-859)
- Tadone (860-868)
- Anspert Confalonieri de Biassono (868-881)
- Anselmo II Capra (882-896)
- Landulf I (896-899)
- Andreu de Canciano (899-906)
- Aicone (906-918)
- Garibert de Besana (918-921)
- Lambert (921-931)
- Elduin (931-936)
- Arderico (936-948)
- Adelman (948-953)
- Walpert (953-970)
- Arnulf I (970-974)
- Godofred I (974-979)
- Landulf II de Carcano (980-998)
- Arnulf II d'Arsago (998-1018)
- Aribert d'Intimiano (1018-1045)
- St. Guiu de Velate (1045-1069)
- Attone (1070-1075)
- Godofred II de Castiglione (1070-1075), antibisbe
- Tebald de Castiglione (1075-1080)
- Anselm de Rho (1086-1093)
- Arnolf III (1093-1097)
- Anselm de Bovisio (1097-1101)
- Pere Grossolano (1102-1112)
- Jordà de Clivio (1112-1120)
- Olrico de Corte (1120-1126)
- Anselm V del Pusterla (1126-1135)
- Robaldo (1135-1145)
- Umbert I de Pirovano (1146-1166)
- St. Galdí de Sala (1166-1176)
- Algisi de Pirovano (1176-1185)
- Umbert Crivelli (1185-1187), elegit papa amb el nom d'Urbà III el 1185; però retingué l'arquebisbat de Milà com a administrador fins a la seva mort.
- Miló de Cardano (1187-1195)
- Umbert III de Terzago (1195-1196)
- Felip I de Lampugnano (1196-1206)
- Umbert IV de Pirovano (1206-1211)
- Gerard de Sessa O.Cist. (1211-1212)
- Enric I de Settala (1213-1230)
- Guillem I de Rizolio (1230-1241)
- Lleó de Perego (1241-1257)

seu vacant entre 1257 i 1262
- Otó Visconti (1262-1295)
- Rufí de Frisseto (1295-1296)
- Francesc I de Parma (1296-1308)
- Cassone Torriani (1308-1317)
- Aicard d'Intimiano (1317-1339)

seu vacant entre 1339 i 1342
- Giovanni Visconti (1342-1354)
- Robert Visconti (1354-1361)
- Guillem II de Pusterla (1361-1370)
- Simó de Borsano (1370-1375)

seu vacant entre 1375 i 1380
- Antoni de' Saluzzi (1380-1401)
- Pere de Candia OFM (1402-1410)
- Francesc II Crippa (1409-1414)
- Bartomeu Capra (1414-1433)
- Francesc III Piccolpasso (1433-1443)
- Enric II Rampini (1443-1450)
- Joan III Visconti (1450-1453)
- Nicolau Amidano (1453-1454)
- Timoteuo Maffei CRSA (1454)
- Gabriel Sforza OESA (1454-1457)
- Carles I de Forlì (1457-1461)
- Esteve Nardini (1461-1484)
- Joan IV Arcimboldi (1484-1488)
- Guiu Antoni Arcimboldi (1488-1497)
- Octavi Arcimboldi (1497)
- Hipòlit I d'Este (1497-1520)
  - Hipòlit II d'Este (1520-1550) (administrador apostòlic)
- Joan Angel Arcimboldi (1550-1555)
- Felip Archinto (1556-1558)
  - Joan Àngel Medici (1559-1560) (administrador apostòlic)

### Edat Moderna
- St Carles Borromeo (1564-1584)
- Gaspare Visconti (1584-1595)
- Federico I Borromeo (1595-1631)
- Cesare Monti (1632-1650)
- Alfonso Litta (1652-1679)
- Federico II Visconti (1681-1693)
- Federico III Caccia (1693-1699)
- Giuseppe I Archinto (1699-1712)
- Benedetto II Erba Odescalchi (1712-1737)
- Carlo Gaetano Stampa (1737-1742)
- Giuseppe II Pozzobonelli (1743-1783)
- Filippo Maria Visconti (1784-1801)
- Giovanni Battista Caprara (1802-1810)
- seu vacant
- Carlo Gaetano von Gaisruck (1 de març de 1816 – 19 de novembre de 1846)
- Bartolomeo Carlo Romilli (14 de juny de 1847 – 7 de maig de 1859)
- Paolo Angelo Ballerini (30 de juny de 1859 – 27 de març de 1867) nomenat Patriarca llatí d'Alexandria
- Luigi Nazari di Calabiana (27 de març de 1867 – 23 d'octubre de 1893)
- Beat Andrea Ferrari (21 de maig de 1894 – 2 de febrer de 1921)
- Ambrogio Damiano Ratti (13 de juny de 1921 – 6 de febrer de 1922), elegit papa amb el nom de Pius XI
- Eugenio Tosi O.SS.C.A. (7 de març de 1922 – 7 de gener de 1929)
- Beat Ildefonso Schuster, OSB (26 de juny de 1929 – 30 d'agost de 1954)
- Giovanni Battista Montini (1 de novembre de 1954 – 21 de juny de 1963), elegit papa amb el nom de Pau VI
- Giovanni Colombo (10 d'agost de 1963 – 29 de desembre de 1979) (jubilat)
- Carlo Maria Martini, SJ (29 de desembre de 1979 – 11 de juny de 2002) (jubilat)
- Dionigi Tettamanzi (11 de juliol de 2002 – 28 de juny de 2011) (jubilat)
- Angelo Scola (28 juny de 2011 – 7 juliol 2017) (jubilat)
- Mario Delpini (7 juliol 2017 – present)

## Estadístiques
A finals del 2009, l'arxidiòcesi tenia 4.886.406 batejats sobre una població de 5.296.393 persones, equivalent al 92,3% del total.

| any  | població  | població  | població | sacerdots | sacerdots       | sacerdots       | sacerdots             | diaques | religiosos | religiosos | parroquies |
| ---- | --------- | --------- | -------- | --------- | --------------- | --------------- | --------------------- | ------- | ---------- | ---------- | ---------- |
| any  | batejats  | total     | %        | total     | clergat secular | clergat regular | batejats por sacerdot | diaques | homes      | dones      |            |
| 1950 | ?         | 3.500.000 | ?        | 2.100     | 2.100           | ?               | ?                     |         | ?          | 11.500     | 879        |
| 1970 | 4.210.000 | 4.250.000 | 99,1     | 3.611     | 2.443           | 1.168           | 1.165                 | 1       | 2.181      | 12.945     | 1.044      |
| 1980 | 4.918.500 | 5.123.416 | 96,0     | 3.556     | 2.371           | 1.185           | 1.383                 | 1       | 1.779      | 11.500     | 1.120      |
| 1990 | 4.858.000 | 5.060.400 | 96,0     | 3.375     | 2.337           | 1.038           | 1.439                 | 7       | 1.546      | 9.400      | 1.140      |
| 1999 | 4.755.013 | 5.058.545 | 94,0     | 2.615     | 2.244           | 371             | 1.818                 | 23      | 754        | 8.800      | 1.109      |
| 2000 | 4.773.478 | 5.078.189 | 94,0     | 2.638     | 2.266           | 372             | 1.809                 | 29      | 756        | 8.833      | 1.108      |
| 2001 | 4.789.148 | 5.089.148 | 94,1     | 3.188     | 2.248           | 940             | 1.502                 | 32      | 1.344      | 7.238      | 1.108      |
| 2002 | 4.922.597 | 5.134.285 | 95,9     | 3.168     | 2.242           | 926             | 1.553                 | 45      | 1.269      | 7.238      | 1.108      |
| 2003 | 4.903.686 | 5.116.686 | 95,8     | 3.128     | 2.209           | 919             | 1.567                 | 54      | 1.262      | 6.751      | 1.108      |
| 2004 | 4.860.053 | 5.107.053 | 95,2     | 3.129     | 2.216           | 913             | 1.553                 | 67      | 1.245      | 6.804      | 1.108      |
| 2009 | 4.886.406 | 5.296.393 | 92,3     | 2.885     | 2.055           | 830             | 1.693                 | 110     | 1.114      | 6.180      | 1.107      |